# Cubillos del Sil
Cubillos del Sil – gmina w Hiszpanii, w prowincji León, w Kastylii i León, o powierzchni 53,41 km². W 2011 roku gmina liczyła 1852 mieszkańców.